# 松田恒次
松田恒次（1895年11月24日—1970年11月15日）為日本東洋工業（現稱馬自達）的第三任社長，生父為該公司第二任社長松田重次郎，長子為第四任社長松田耕平。在他任內主導該公司進入汽車製造業，改良汪克爾引擎以開發轉子引擎，並推出世界首部搭載實用化轉子引擎的Cosmo Sport。同時從他自己、松田耕平、松田元（其長孫，也就是松田耕平的長子）等連續三任都是日本職棒廣島鯉魚隊的球團經營者。

## 生平略歷
1895年11月24日在大阪市天滿橋經營鐵工廠的松田重次郎，與其妻千代生下一男，取名為松田恒次。由於松田重次郎前往吳市和佐世保市等地的海軍工廠從事造船技術工作，年幼時期留在大阪由祖母養育帶大。松田恒次對於機械非常有興趣，放學後就回到父親經營的鐵工廠幫忙做事。1911年進入大阪市立工業學校（現改稱大阪市立都島工業高等學校）就讀，同時加入棒球社團。畢業後，在1915年進入陸軍隸屬的宇治火薬製造所工作。1921年3月父親松田重次郎回到故鄉廣島接任東洋軟木工業的社長，他則於1927年進入該公司工作，並於1951年12月接任第三任社長的職位。
自從接任社長後，將原有的三輪卡車事業發揚光大，於1958年4月推出小型四輪卡車Romper，更於1960年5月起陸續推出四輪乘用車R360 Coupe、Carol 360、Familia等車款，一舉將東洋工業推向當時僅次於豐田汽車、日產汽車的第三大汽車廠。1966年仁保島南側進行大規模的围垦，於是乘用車工廠便利用這片海埔新生地建造起來。
1961年2月東洋工業與西德NSU車廠（奧迪汽車之前身）簽約，取得汪克爾引擎的專利權，投注許多金錢與人力改良這種新的無活塞迴轉式引擎。1963年成立轉子引擎研究部，任命山本健一率領46位工程師進行研究改良。在此同時，因面臨乘用汽車進口自由化的壓力，日本通商產業省於1965年主動提出整併本土汽車業的構想。迫於可能遭到合併的危機，松田恒次向公司內部提出「技術永遠是革新」（（日語）技術は永遠に革新である）的口號，更激發轉子引擎研究部的決心，終於在1967年5月讓Cosmo Sports成功上市。因此，今日馬自達汽車公司的基礎可說是由松田恒次一手打造建立的。
松田恒次在1970年11月15日辭世，享壽74歲，死後由其長子松田耕平繼任第四任社長。他曾獲頒1961年藍綬褒章、1968年勲二等瑞寶章、1970年追贈正四位勲二等旭日重光章等勳章，並於2003年入選日本汽車殿堂。

## 生平軼事
- 座右銘：「照一隅者是國土」，語出中國古籍《春秋》[2]。
- 美國福特汽車入股馬自達一案其實早在松田恒次擔任社長時期便開始談判，不過因為松田恒次驟逝，以及受到「尼克森震撼」（（英文）Nixon Shock，意指美國總統尼克森訪問中國，使得日本降低對美國的信任感）的波及而延宕。後來，直到山崎芳樹擔任第五任社長才重啟談判。
- 廣島鯉魚職業棒球隊成立後一直經營困難，因為該隊對東洋工業的依存度較高，1962年由松田恒次出任球團社長。1968年重整球團體制，由松田家族與東洋工業共同出資買下球團，遂更名成「廣島東洋鯉魚」，由松田恒次擔任第一代球團老闆。就任當時他曾說：「暫且照料這支球隊，不過絕對不會將球隊私人化」、「會將『東洋』二字去除，作為真正的棒球事業來經營」。松田恒次死後由長子松田耕平繼任為老闆，並於1975年首次獲得中央聯盟總冠軍。2004年後由馬自達、關係企業和松田家族成為球團的主要股東，第三任（現任）老闆為松田恒次的長孫松田元。

## 外部連結
- （日語）【MAZDA】マツダの歴史 - 1920年~1969年
- （日語）中国新聞：マツダ関連記事特集 （页面存档备份，存于）